# Campestre las Palomas Fraccionamiento
Campestre las Palomas Fraccionamiento är en ort i Mexiko.   Den ligger i kommunen Zapopan och delstaten Jalisco, i den centrala delen av landet, 500 km väster om huvudstaden Mexico City. Campestre las Palomas Fraccionamiento ligger 1 616 meter över havet och antalet invånare är 4 488.
Terrängen runt Campestre las Palomas Fraccionamiento är platt åt sydväst, men åt nordost är den kuperad. Runt Campestre las Palomas Fraccionamiento är det mycket tätbefolkat, med 1 095 invånare per kvadratkilometer. Närmaste större samhälle är Guadalajara, 17,9 km söder om Campestre las Palomas Fraccionamiento. Trakten runt Campestre las Palomas Fraccionamiento består till största delen av jordbruksmark.